# Hòa Lộc, Tam Bình
Hòa Lộc là một xã cũ thuộc huyện Tam Bình, tỉnh Vĩnh Long, Việt Nam.

## Địa lý
Xã Hòa Lộc có diện tích 13 km², dân số năm 1999 là 7.986 người, mật độ dân số đạt 614 người/km².

## Hành chính
Xã Hòa Lộc được chia thành 6 ấp: 2, 7, Cái Cui, Hòa An, Hòa Thuận, Mỹ Hòa.